# Grafiek (wiskunde)

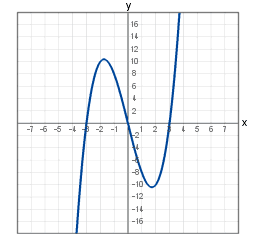
De grafiek van de functie.

In de wiskunde is de meest gebruikelijke betekenis van een grafiek een visuele voorstelling in een plat vlak van een reëelwaardige functie in één reële variabele. De grafiek van de functie {\displaystyle f} is de kromme in een rechthoekig assenstelsel die bestaat uit de punten {\displaystyle (x,f(x))}. Gebruikelijk is het daarbij de {\displaystyle x}-as horizontaal en de {\displaystyle y}-as verticaal te nemen.
Grafieken vormen een belangrijk hulpmiddel bij de analyse van functies. Zij geven inzicht in het gedrag van de functie. Rechts bevindt zich een voorbeeld van een grafiek van een functie. Langs de horizontale as is de variabele {\displaystyle x} uitgezet, langs de verticale as de functiewaarde
{\displaystyle y=f(x)=x^{3}-9x}.
Behalve grafieken van functies, zoals hierboven besproken, zijn er meer visualisaties die grafiek genoemd worden.

## Andere grafieken
- De oudste betekenis van grafiek is die van een middel in de statistiek om een beeld te krijgen van de gevonden gegevens, maar in de statistiek worden ook andere soorten afbeeldingen zoals het histogram gebruikt. Men noemt die andere vormen meestal een diagram.

- Een tweeplaatsige relatie tussen twee verzamelingen kan met een incidentiematrix worden weergegeven, waarin de elementen van de twee verzamelingen door de rijen en de kolommen worden weergegeven. De grafiek van een relatie is in meer dimensies een deelverzameling van het cartesisch product van zijn domeinen. De tupels in de grafiek karakteriseren het gedrag van de functie, afbeelding of relatie. Samen met het domein en het codomein of, in het geval van een drie- of meerplaatsige relatie, samen met de domeinen, vormt de grafiek de functie, afbeelding of relatie zelf.

## Definitie
De grafiek van een functie of afbeelding is een bepaalde deelverzameling van het cartesisch product van het domein en het codomein van deze functie of afbeelding.
De grafiek van een afbeelding of functie {\displaystyle f} met domein {\displaystyle D} is gelijk aan de verzameling
{\displaystyle \{(x,f(x))|x\in D\}}
In het geval van een afbeelding {\displaystyle f} van {\displaystyle n} veranderlijken met domein {\displaystyle D} is de grafiek gelijk aan de verzameling
{\displaystyle \{(x_{1},\ldots ,x_{n},f(x_{1},\ldots ,x_{n}))|(x_{1},\ldots ,x_{n})\in D\}}